# جلبر (طعام)
جِلبِر( بالتركي: çılbır) هو طبق تركي من بيض البوشيه مع اللبن (مخلوط غالبًا مع الثوم). أكل السلاطين العثمانيون الجلبر، إذ أن تاريخها يعود إلى القرن الخامس عشر. أصبح من الشائع حالياً تقديم الطبق المغطى بالزبدة المذابة المنقوعة بالفلفل الحلبي، والتي يمكن استعاضة عنها بالببريكة.
تُترجم الكلمة التركية إلى جِمبُر في العديد من دول البلقان مثل البوسنة والهرسك والجبل الأسود وصربيا وتشير إلى طبق بيض مقلي. وهو متطابق تقريبًا مع طبق البيض على طريقة بَنَجيُرِسكِيّ في بلغاريا.

## أنظر أيضا
- المطبخ التركي